# رن كانكان
رن كانكان (بالصينية: 任灿灿) مواليد 26 أبريل 1986 في شاندونغ، هو ملاكم صيني. شارك في دورة الألعاب الأولمبية الصيفية سنة 2012. حقق الميدالية الذهبية في دورة الألعاب الآسيوية 2010.

## الميداليات
| الميدالية | المسابقة                       |
| --------- | ------------------------------ |
| فضية      | الألعاب الأولمبية الصيفية 2012 |
| برونزية   | الألعاب الأولمبية الصيفية 2016 |
| ذهبية     | دورة الألعاب الآسيوية 2010     |

## روابط خارجية
- رن كانكان على موقع أوليمبيديا (الإنجليزية)